# Volleyball World Beach Pro Tour Elite16 Doha
El Volleyball World Beach Pro Tour Doha es un torneo oficial de vóley playa que se disputa anualmente en Doha (Catar). Es un campeonato de categoría Elite16 que forma parte del VW Beach Pro Tour. Su nombre comercial es BPT Elite16 de Doha y se disputa en las instalaciones situadas en  donde también se disputa el Torneo de Gstaad de tenis.

## Historia
El origen de este campeonato que empezó en 2014 en formato Open solamente tenía un cuadro masculino. Una estructura que mantuvo incluso con el formato de cuatro estrellas en 2018 y que solamente cambio el año previo a que se modificara el circuito al VW Beach Pro Tour. Aunque primero fue un campeonato en categoría Challenge, esto solo duró un año puesto que en 2023 se dio el paso definitivo para que el país recibiera todos los años a las mejores parejas en un Elite16.

## Resultados

### Cuadro masculino
| Año                            | Campeón                           | Finalista                                 | Resultado                   |
| ------------------------------ | --------------------------------- | ----------------------------------------- | --------------------------- |
| World Tour - Open              |                                   |                                           |                             |
| 2014                           | Tim Holler Jonas Schröder         | Josh Binstock Samuel Schachter            | 2-0 (21-18, 21-13)          |
| 2015                           | Lars Flüggen Markus Böckermann    | Nick Lucena Phil Dalhausser               | 2-1 (21-18, 16-21, 15-13)   |
| 2016                           | Alex Ranghieri Adrian Carambula   | Alexander Huber Robin Seidl               | 2-0 (21-17, 21-19)          |
| 2017                           | El campeonato no se celebró       | El campeonato no se celebró               | El campeonato no se celebró |
| World Tour - 4 Estrellas       |                                   |                                           |                             |
| 2018                           | Alexander Brouwer Robert Meeuwsen | Oleg Stoyanovski Igor Velichko            | 2-1 (20-22, 21-14, 15-11)   |
| 2019                           | Esteban Grimalt Marco Grimalt     | Nick Lucena Phil Dalhausser               | 2-0 (21-15, 21-15)          |
| 2020                           | Grzegorz Fijałek Michał Bryl      | Josué Gaxiola José Luis Rubio             | 2-1 (16-21, 21-19, 15-11)   |
| 2021                           | Ondřej Perušič David Schweiner    | Evandro Gonçalves Gustavo Albrecht 'Guto' | 2-0 (21-16, 21-19)          |
| VW Beach Pro Tour - Challenger |                                   |                                           |                             |
| 2022                           | Michał Bryl Bartosz Łosiak        | Paolo Nicolai Samuele Cottafava           | 2-0 (21-18, 21-15)          |
| VW Beach Pro Tour - Elite 16   |                                   |                                           |                             |
| 2023                           | Anders Mol Christian Sørum        | David Åhman Jonatan Hellvig               | 2-0 (21-19, 21-19)          |
| 2024                           | Stefan Boermans Yorick de Groot   | David Åhman Jonatan Hellvig               | 2-0 (21-11, 21-10)          |

### Cuadro femenino
| Año                            | Campeona                     | Finalista                                | Resultado                 |
| ------------------------------ | ---------------------------- | ---------------------------------------- | ------------------------- |
| World Tour - Open              |                              |                                          |                           |
| 2021                           | Alix Klineman April Ross     | Sarah Pavan Melissa Humana-Paredes       | 2-0 (22-20, 21-18)        |
| VW Beach Pro Tour - Challenger |                              |                                          |                           |
| 2022                           | Bárbara Seixas Carol Salgado | Chantal Laboureur Sarah Schulz           | 2-0 (21-13, 21-13)        |
| VW Beach Pro Tour - Elite 16   |                              |                                          |                           |
| 2023                           | Katja Stam Raïsa Schoon      | Nina Brunner Tanja Hüberli               | 2-1 (20-22, 21-14, 15-11) |
| 2024                           | Carol Salgado Bárbara Seixas | Melissa Humana-Paredes Brandie Wilkerson | 2-0 (21-18, 21-18)        |

## Ganadores múltiples

### Masculino
- 2 victorias:
  -  Michał Bryl: 2020, 2022

### Femenino
- 2 victorias:
  -  Bárbara Seixas: 2022, 2024
  -  Carol Salgado: 2022, 2024